# Seznam slovenskih fagotistov
Seznam slovenskih fagotistov.

## A
Veselin Atanasov -

## B
Jože Banič

## C
Paolo Calligaris - Vojko Cesar

## D
Dominik Krapež

## H
Jordan Hadžinikolov -
Damir Huljev - Gregor Mirko Horvat

## K
Stanko Koren - 
Srečko Korošak -
Tina Korošec

## L
Vasko Lukas -

## M
Jure Mesec -
Zoran Mitev -
Luka Mitev-
Mihael Mitev.

## P
Miha Petkovšek -
Janez Pincolič

## S
Peter Stadler
-
Milan Švagan

## T
Božidar Tumpej (1929-2020) - Ivan Turšič (1914-1983)

## U
Dejan Učakar -